# Лучший итальянский футболист года
Лучший итальянский футболист года (Miglior Calciatore Italiano) — ежегодная награда, вручаемая Associazione Italiana Calciatori (Итальянской ассоциацией футболистов), лучшему итальянскому футболисту в Серии А. Часть Оскара дель Кальчо.

## Победители
| Сезон   | Игрок                 | Клуб                  |
| ------- | --------------------- | --------------------- |
| 1996—97 | Роберто Манчини       | «Сампдория» / «Лацио» |
| 1997—98 | Алессандро Дель Пьеро | «Ювентус»             |
| 1998—99 | Кристиан Вьери        | «Лацио»               |
| 1999—00 | Франческо Тотти       | «Рома»                |
| 2000—01 | Франческо Тотти       | «Рома»                |
| 2001—02 | Кристиан Вьери        | «Интернационале»      |
| 2002—03 | Франческо Тотти       | «Рома»                |
| 2003—04 | Франческо Тотти       | «Рома»                |
| 2004—05 | Альберто Джилардино   | «Парма» / «Милан»     |
| 2005—06 | Фабио Каннаваро       | «Ювентус»             |
| 2006—07 | Франческо Тотти       | «Рома»                |
| 2007—08 | Алессандро Дель Пьеро | «Ювентус»             |
| 2008—09 | Даниеле Де Росси      | «Рома»                |
| 2009—10 | Антонио Ди Натале     | «Удинезе»             |